# Плугарі (комуна)
Плугарі (рум. Plugari) — комуна у повіті Ясси в Румунії. До складу комуни входять такі села (дані про населення за 2002 рік):
- Боросоая (1746 осіб)
- Онешть (218 осіб)
- Плугарі (1700 осіб)

Комуна розташована на відстані 348 км на північ від Бухареста, 50 км на північний захід від Ясс.

## Населення
За даними перепису населення 2002 року у комуні проживали 3664 особи. Усі жителі комуни рідною мовою назвали румунську.
Національний склад населення комуни:
| Національність | Кількість осіб | Відсоток |
| -------------- | -------------- | -------- |
| румуни         | 3660           | 99,9%    |
| цигани         | 4              | 0,1%     |

Склад населення комуни за віросповіданням:
| Релігія       | Кількість осіб | Відсоток |
| ------------- | -------------- | -------- |
| православні   | 3640           | 99,3%    |
| адвентисти    | 13             | 0,4%     |
| римо-католики | 5              | 0,1%     |